# Obětní stůl

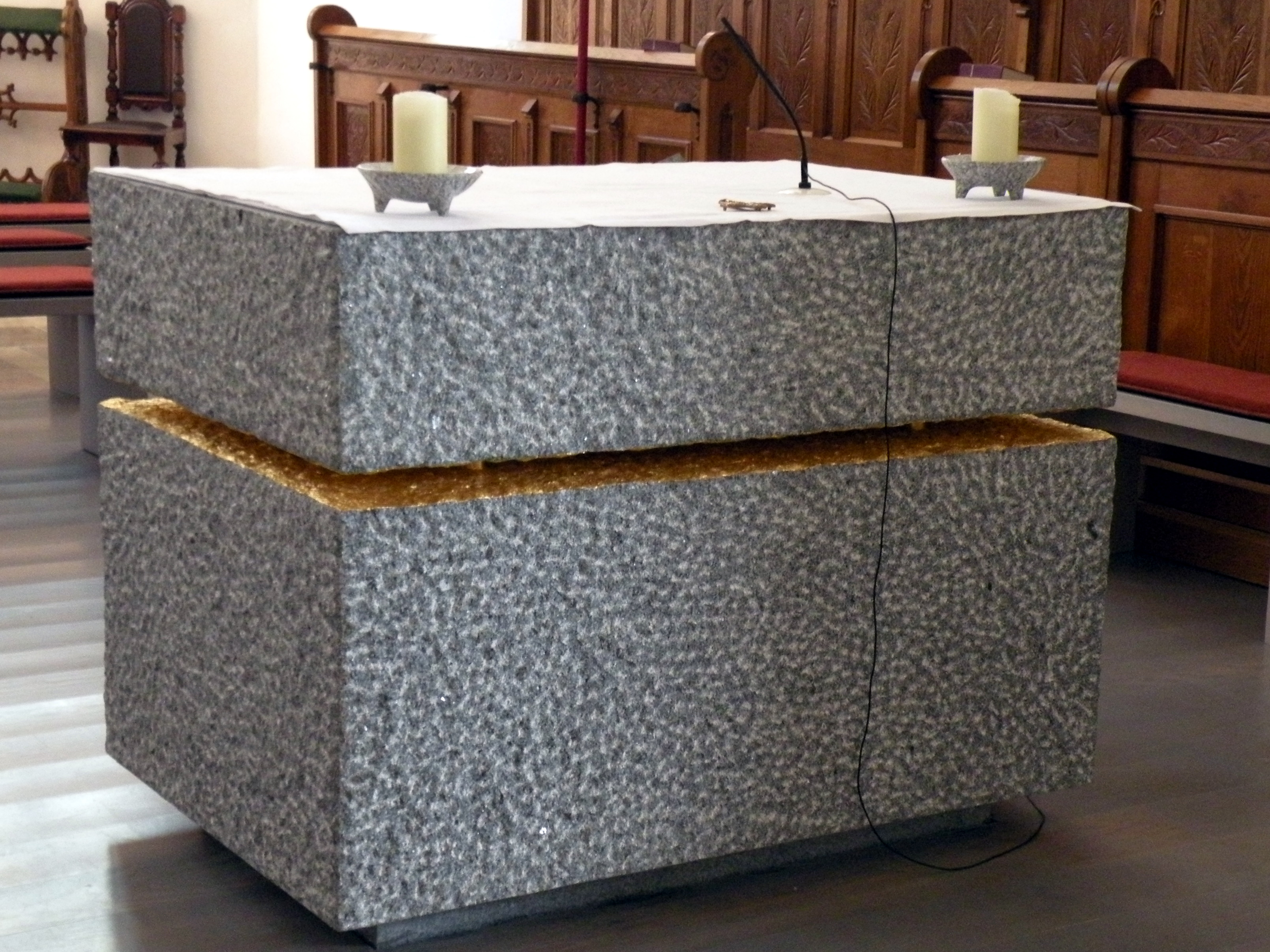
Obětní stůl

Obětní stůl je nepřesný zlidovělý výraz pro oltář stojící zpravidla před tzv. hlavním oltářem, zavedený po reformách liturgie, které byly provedeny po Druhém vatikánském koncilu v 70. letech 20. století. Ačkoli koncil konkrétně toto přímo nenařídil, jak se zastánci této reformy mylně domnívají, jedná se de iure o provizorní řešení, umožněné ihned po koncilu než se původní oltář upravil tak, aby vyhovoval novým předpisům, tedy aby se dal pohodlně obcházet, přičemž pozice celebranta směrem k lidem není povinná, ale musí být možná – jak vyplývá z odpovědi Kongregace pro bohoslužbu a svátosti z roku 2000.
Pokud však nebylo možné původní oltář bez jeho umělecko-historicko-estetického poškození takto upravit, muselo podle instrukcí být toto provizorium odstraněno a nadále se musí používat původní oltář. Není totiž z předpisů ani z principu možné před sebe postavit dva oltáře. Téměř padesát let po koncilu většina kostelů, kde není možné změny provést, dodnes neuposlechla instrukci z Říma a toto dávno zrušené provizorium protiprávně ponechává a dokonce nově zavádí např. kolegiátní chrám sv. Václava v Mikulově. Pouze pokud původní byť kamenný oltář znemožňuje aktivní účast věřících, tedy je například příliš vzdálen od věřících a není proto na něj dobře nebo vůbec vidět, je podle Caeremoniale romanum možné trvale postavit před takový oltář nový kamenný oltář, který se nadále bude používat při slavení liturgie, kolem tohoto oltáře musí však být dostatečný prostor, pro pohodlný a důstojný průběh liturgie - jedná se vlastně o tzv. Volksaltar, který se v německy mluvících zemích používal již dávno před reformou koncilu.
Důvodem pro postavení takového oltáře ale podle platných předpisů není pouhá nemožnost u něho celebrovat mši svatou orientovaně tzv. tváří k lidu, neboť tímto samým faktem není znesnadněna, nebo dokonce znemožněna aktivní účast věřících na mši.

## Charakteristika
Obětní stůl, správně tedy oltář, má obvykle formu obdélného, případně čtvercového stolu, který má být nejlépe pevný z kamene,
případně ze dřeva. Ve středu pevného oltáře má být oltářní kámen zapuštěný do jeho desky, ve které se ukládají ostatky svatých, nejlépe světce, kterému je příslušný kostel zasvěcen.

## „Obětní stůl“ versus „oltář“
Přesně by se obětní stůl měl nazvat oltář, protože na oltáři se znovuzpřítomňuje nekrvavým způsobem Velkopáteční výkupná oběť Ježíše Krista v podobě chleba a vína, kdy se tyto obětiny, dle katolické víry, proměňují v Kristovo Tělo a Krev.
Existují moderní kostely, kde oltář v klasické historické podobě, tedy s tzv. retabulem a svatostánkem nelze najít. V těchto stavbách se pojem obětní stůl vztahuje nevhodně (lidově) právě na oltář. Kompromisním označením pro obětní stůl je oltářní stůl, což je ve skutečnosti pouze svrchní deska oltáře, tedy latinsky mensa altaris, která musí být pevně spojena s podezdívkou oltáře tzv. stipes, sahající k podlaze.